# Kazimierz Talarek
Kazimierz Talarek (ur. 16 października 1964) – polski duchowny rzymskokatolicki, doktor habilitowany teologii w zakresie historii Kościoła, proboszcz parafii św. Antoniego Padewskiego w Nagoszynie.

## Życiorys
Pochodzi z parafii Filipowice. Po maturze wstąpił do Wyższego Seminarium Duchownego w Tarnowie, a po ukończeniu studiów filozoficzno-teologicznych otrzymał święcenia kapłańskie z rąk abpa Jerzego Ablewicza 4 czerwca 1989 roku. Jako wikariusz pracował w następujących parafiach: Żabno (1989–1993), Mielec – Ducha Świętego (1993–1997), Krynica – Wniebowzięcia NMP, Tarnów i Szczepanów. Odbył studia z teologii w zakresie historii Kościoła na Wydziale Historii Kościoła Papieskiej Akademii Teologicznej w Krakowie, czego owocem były licencjat w 1997 r. na podstawie pracy Bractwa w diecezji tarnowskiej w latach 1915-1939, doktorat w 2000 r. na podstawie dysertacji pt. Duchowieństwo diecezji tarnowskiej w latach 1918-1939 i habilitacja w 2012 r. na podstawie pracy Diecezja tarnowska w latach 1945-1970. Problematyka personalno-organizacyjna.
Jest członkiem Diecezjalnej Komisji Historycznej, a od 2012 r. proboszczem parafii pw. św. Antoniego Padewskiego w Nagoszynie i wicedziekanem dekanatu Pustków-Osiedle. W 2021 otrzymał godność kanonika honorowego kapituły mieleckiej.

## Wybrane publikacje
- 400 lat parafii Nowy Wiśnicz (1620−2020), Biblos, Tarnów 2024
- Diecezja tarnowska w latach 1945-1970: problemy personalno-organizacyjne, Tarnów 2012
- Kapłani diecezji tarnowskiej aresztowani i więzieni przez władze komunistyczne w latach 1946-1955, Tarnów 2010
- Parafia Chorzelów 1326-2008: miejsce kultu Matki Bożej Chorzelowskiej Królowej Rodzin, Tarnów 2008
- Ks. Kazimierz Jarosz – wikariusz, administrator i proboszcz w Żabnie (1943-1979), Tarnów 2003[6]